# Зенит (спортивное общество)
«Зени́т» — всесоюзное добровольное спортивное общество в профсоюзах СССР, объединявшее коллективы физкультуры ряда отраслей оборонной промышленности. Создано 5 июля 1936 года.

## Названия
- 1936 — "Добровольное спортивное общество «Зенит»
- — "Всероссийское физкультурно-спортивное общество «Зенит» (ВФСО «Зенит»)

## История
Всесоюзное добровольное спортивное общество «Зенит» в профсоюзах СССР было основано 5 июля 1936 года, объединявшее коллективы физкультуры ряда отраслей оборонной промышленности. В 1953, 1954 годах представляло также профсоюз авиационной промышленности (до образования ДСО Крылья Советов). В 1957—1967 годах в связи с реорганизацией спортивных обществ коллективы «Зенит» входили в общество «Труд» и другие республиканские спортивные общества. После восстановления в октябре 1966 года, обществу «Зенит» были переданы также спортивные коллективы «Крылья Советов». После 1967 года ДСО «Зенит» стало добровольным спортивным обществом авиационной и оборонной промышленности.
В январе 2014 года прошла информация об инициативе возрождения общества «Зенит», исходящей из государственных структур.

## Известные члены
- Юрий Авербах
- Мария Аниканова
- Игорь Бондаревский
- Галина Зыбина
- Леонид Иванов
- Елена Карпухина
- Марина Климова
- Александр Котов
- Наталья Кучинская
- Николай Петров
- Тамара Пресс
- Людмила Руденко
- Лидия Селихова
- Наталья Смирницкая
- Людмила Титова
- Александр Толуш
- Тамара Тышкевич
- Иван Утробин
- Александр Кудрявцев

С обществом связана педагогическая деятельность заслуженных тренеров СССР В. И. Алексеева, В. М. Рейсона, заслуженных мастеров спорта В. К. Крутьковского, П. П. Орлова, М. А. Початовой и др.

## Спортивные клубы
Название «Зенит» сохранили многие спортивные клубы, входившие ранее в структуру всесоюзного общества:

### Футбольные клубы
в Премьер-лиге (высший дивизион):
- «Зенит» (Санкт-Петербург)

в ПФЛ (второй дивизион):
- «Зенит-2» (Санкт-Петербург)

в ПФЛ (второй дивизион):
- «Зенит» (Ижевск)

в ПФЛ (второй дивизион):
- «Зенит» (Иркутск) (расформирован)

в ЛФЛ (Третий дивизион):
- «Зенит» (Пенза)

### Баскетбольные клубы
В Единой лиге ВТБ:
- «Зенит» (Санкт-Петербург)

### Волейбольные клубы
в чемпионате России по волейболу среди мужчин:
- «Зенит» (Санкт-Петербург)
- «Зенит» (Казань)

### Гандбольные клубы
в чемпионате России по гандболу среди мужчин:
- «Зенит» (Санкт-Петербург)